# Santa Maria Assunta al Gianicolo

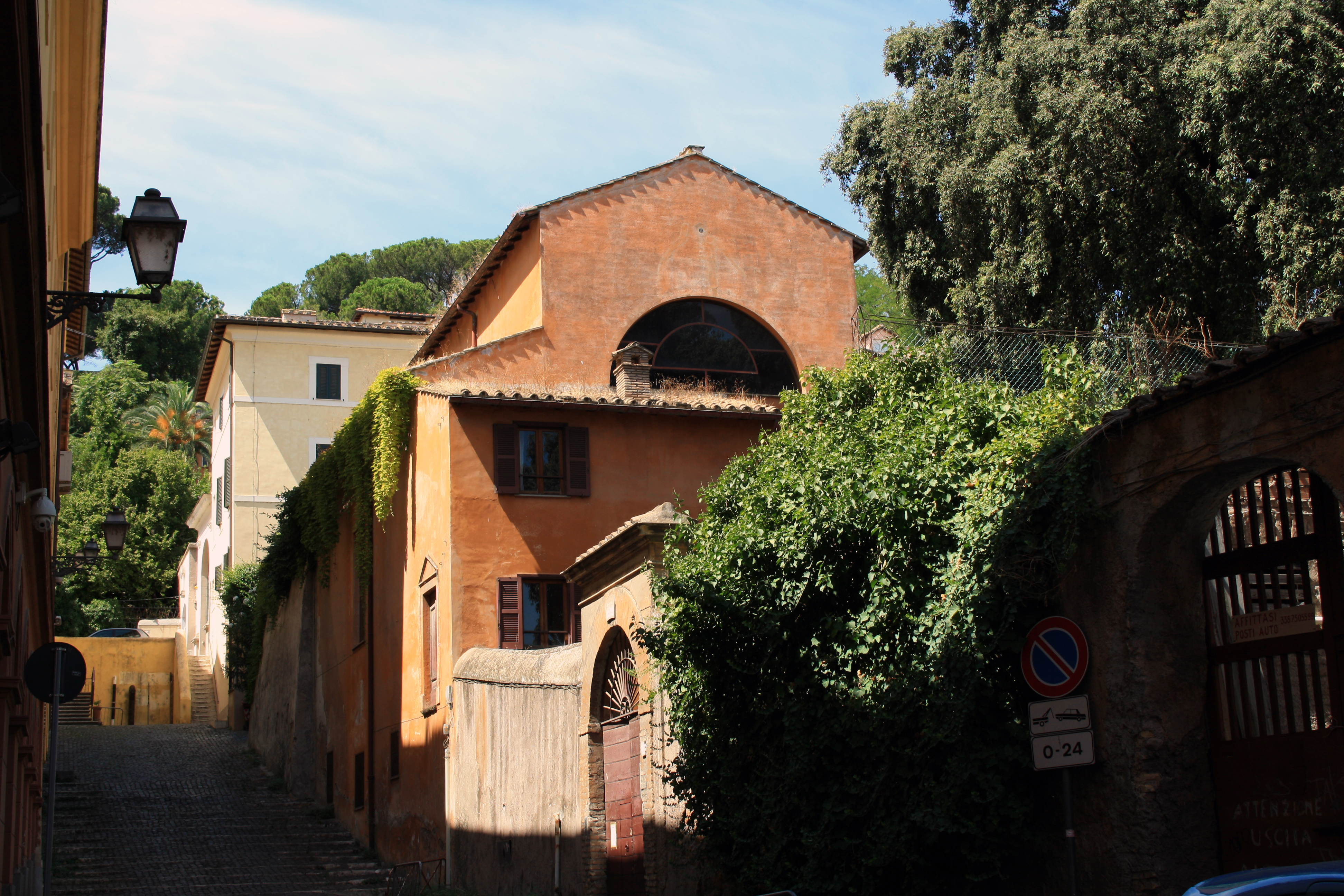
Vista da igreja a partir da Via delle Matellate.

Santa Maria Assunta al Gianicolo, também chamada de Cappella di Maria Santissima Assunta in Cielo, é uma igreja de Roma localizada na Via delle Mantellate, no lado do Janículo do rione Trastevere, ao lado da Villa Alibert. Dedicada a Nossa Senhora da Assunção, é subsidiária da igreja de Santa Maria in Traspontina.

## História
Em 1820, o padre Don Antonio Dei Conti Muccioli (1784-1842) adquiriu um jardim na Via delle Mantellate, parte da Villa Alibert, e construiu ali uma capela dedicada a Ascensão de Maria. O propósito da obra era juntar adolescentes que haviam recebido a Primeira Comunhão em Santa Francesca Romana a Ponte Rotto e criar um local onde eles pudessem participar de exercícios espirituais e recreativos ao ar livre, a  Adunanza di Maria Santissima Assunta in Cielo. A intenção de Don Muccioli era que estes jovens crescessem na fé cat[olica através de atividades construtivas, da fé e da responsabilidade social. Em 1824, Muccioli entregou a capela à Opera Pia di Ponte Rotto. Em 1878, os Pii Operai da vizinha igreja de San Giuseppe alla Lungara assumiram a igreja. A obra para as meninas foi assumida pelas irmãs agostinianas do Divino Amor do Conservatorio Pio di Via Garibaldi, da Cappella delle Suore Agostiniane del Divino Amore (no quartiere Gianicolense).

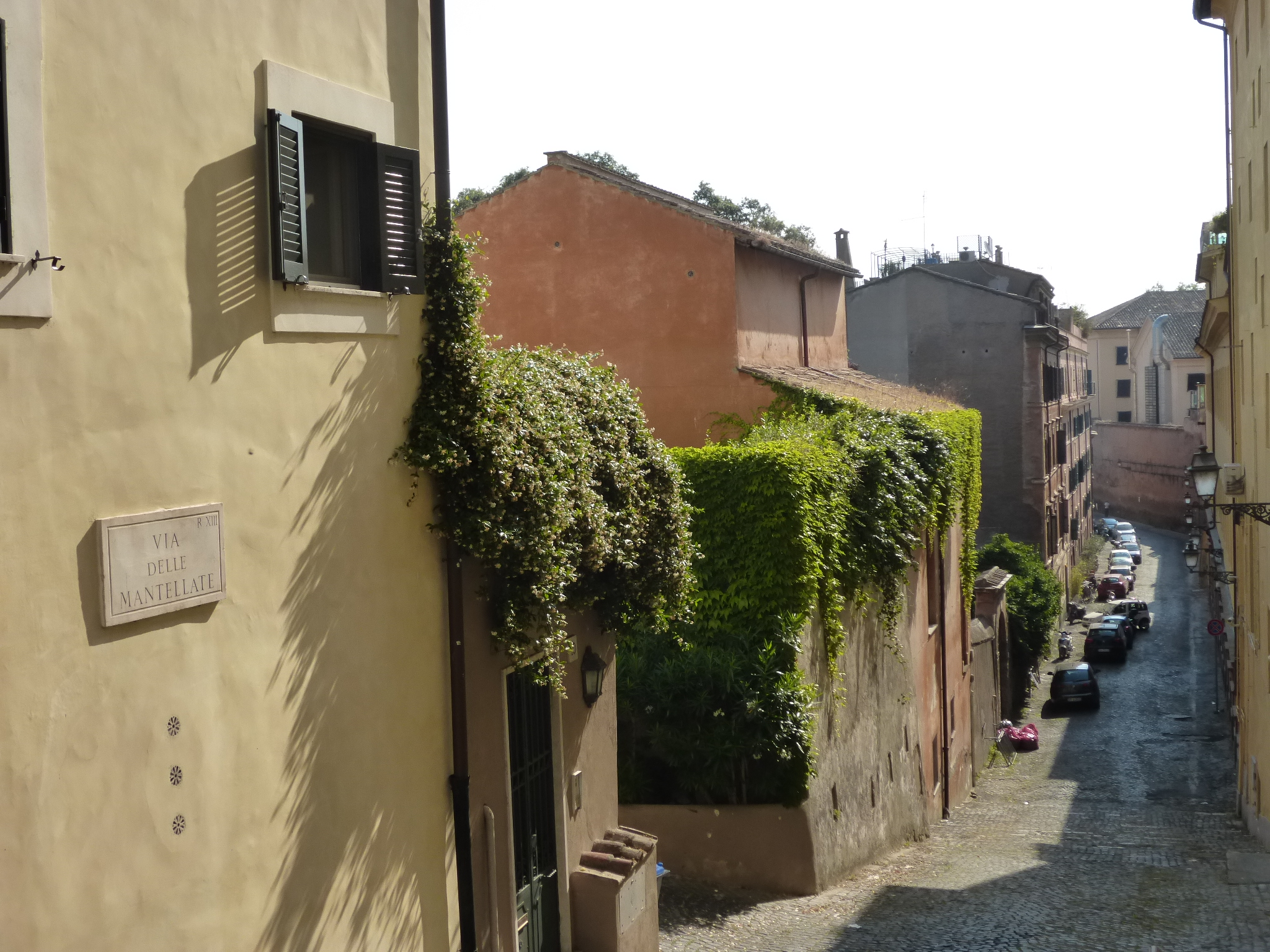
Vista na outra direção.

Infelizmente, o pequeno complexo se arruinou no final do século XX, pois as regiões mais pobres do Trastevere deixaram de existir com a gentrificação do bairro e a obra caridosa ficou sem função. Entre 1980 e 1983, uma ampla restauração de Santa Maria Assunta foi levada a cabo e a igreja reabriu no ano seguinte. Uma inscrição relembra o evento. Na arquitrave do portão de entrada para o jardim se lê :
| “ | ADUNANZA DI MARIA SS.MA ASSUNTA IN CIELO | ” |

Abaixo dela está uma placa com os seguintes dizeres:
| “ | UTILE DOMINIO DELL 'OPERA PIA DI PONTE ROTTO | ” |

Em 1996, o Conservatorio Pio fechou e a igreja foi entregue para os carmelitas de Santa Maria in Traspontina. Em junho de 2018, a Diocese de Roma ainda listava o local como uma igreja plena, subsidiária da paróquia de Santa Maria. Porém, ela era um enclave na paróquia de Santa Dorotea. Mas como não há mais o anúncios de missas sendo celebradas no local, é possível que ela esteja fechada.

## Descrição
O exterior da igreja apresenta, entre outros elementos, uma grande janela que ilumina o interior. A nave conta com dois corredores e foi projetada em estilo clássico. As paredes trazem relevos representando as estações da cruz. O altar contém esculturas douradas do emblema de Maria com uma rosa e ramos de flor-de-lis. A peça de altar é uma Virgem com o Menino (a peça original, uma "Ascensão da Virgem", foi roubada durante as obras de restauração).